# Wadi Djedi
Das Wadi Djedi ist ein periodisch austrocknender Fluss (Wadi) in Nordafrika mit einer Gesamtlänge von etwa 480 Kilometern. Er fließt im Norden Algeriens entlang der Südgrenze des Atlasgebirges.

## Verlauf
Der Wadi Djedi entspringt im Saharaatlas und entsteht durch den Zusammenfluss von Oued Mzi, seinem hauptsächlichen Quellfluss, und Oued Messad. Diese beiden Flüsse vereinen sich östlich der Stadt Laghouat. Gelegentlich wird der Oued Mzi auch als Oberlauf oder alternativer Name für den Wadi Djedi verwendet. Die Quelle des Oued Mzi liegt in einer Höhe von 1402 Metern und befindet sich am Djebel Amour, etwa 81 Kilometer westlich von Laghouat. Der Djebel Amour erreicht eine Gipfelhöhe von 1593 Metern. Im Quellgebiet befindet sich die Siedlung Ain Fourene.
Von seiner Quelle aus fließt der Wadi Djedi in östlicher Richtung zur Grenze mit Tunesien. Kurz vor Erreichen dieser Grenze mündet er in den Schott Melghir, einem Salzsee, der je nach Jahreszeit stark schwankende Wasserspiegel aufweist und im Sommer austrocknen kann. Dadurch variiert die genaue Lage der Mündung je nach Wasserstand des Sees.